# Phyllophaga yunqueana
Phyllophaga yunqueana är en skalbaggsart som beskrevs av Chapin 1935. Phyllophaga yunqueana ingår i släktet Phyllophaga och familjen Melolonthidae. Inga underarter finns listade i Catalogue of Life.